# 79. domobranska streljačka bojna Zadar
79. domobranska streljačka bojna Zadar, (njemački: k.k. (Dalmatinische) Landwehr Schützen Bataillon "Zara" Nr. 79), bila je postrojba u sastavu Carskog i kraljevskog domobranstva austro-ugarske vojske. Stožer bojne bio je u Zadru. 
U sastavu takozvane "sjevernodalmatinske" brigade (norddalmatiner) bojna se s 80. splitskom bojnom, eskadronom dalmatinskih zemaljskih strijelaca i jedne bojne iz sastava 22. dalmatinske pukovnije sudjeluje osvajanju Bosne 1878. godine 
Godine 1893. godine s 80. splitskom i novoosnovanim bojnama iz južne Dalmacije, 81. dubrovačkom i 82. kotorskom, prelazi u sastav 23. domobranske pješačke pukovnije "Zadar" te postaje njena prva bojna.

## Zaposjedanje Bosne
Pod zapovjedništvom generala-bojnika Stjepana Čikoša 79. i 80. bojne dalmatinskog domobranstva te 5. bojna 22. pukovnije osvajaju područje Livna. 
Gubici 79. bojne, ali i gubici ostalih dalmatinskih postrojbi prilikom zaposjedanja Bosne 1878. bili su glavni povod osnivanju „Ustanove domoljubne zadruge dalmatinske od Gospodja, na potporu ranjenim i bolesnim vojnicima“ (tal. Statuto dell'Associazione patriottica dalmata delle Signore per soccorso a militi feriti ed ammalati) u Zadru. Ova udruga posatati će temelj Crvenog križa na području Dalmacije i Hrvatske. Predsjednica udruge bila Agata Rodić, supruga tadašnjega namjesnika Dalmacije i zapovjednika svih dalmatisnkih postrojbi generala Gabrijela Rodića.

## Organizacija
- Zapovjedništvo bojne – Zadar
- 1. satnija – Zadar
- 2. satnija – Zadar
- 3. satnija – Zadar
- 4. satnija – Knin
- Pričuvna satnija – Šibenik
- Dopunska satnija – Skradin

## Galerija
- Paradna odora, poručnik dalmatinskog domobranstva   (1869. – 1880.)
- Paradna odora, satnik dalmatinskog domobranstva (1880. – 1890.)
- Paradna odora, satnik domobranstva (1890. – 1908.)
- Borbena odora, vodnik dalmatinskog domobranstva  (prije 1880.)
- Paradna odora, vodnik dalmatinskog domobranstva (1880. – 1893.)
- Borbena odora, vodnik 79. bojne dalmatinskog domobranstva (1880. – 1890.)
- Borbena odora, vodnik 79. bojne dalmatinskog domobranstva (1890. – 1893.)
- Ratna zastava pukovnije
- Naličje ratne zastave